# Бандо Рюдзі
Бандо Рюдзі (яп. 播戸 竜二 нар. 2 серпня 1979, Хімедзі, Хего) — японський футболіст, нападник клубу «Саган Тосу».

## Ігрова кар'єра

### Клубна
Вихованець Середньої школи Котоґаокі, після закінчення якої 1998 року уклав контракт з клубом Джей-Ліги 1 «Гамба Осака».
1999 року взяв участь у Чемпіонату світу серед молодіжних команд, де здобув срібну нагороду.
2000 року перейшов на правах оренди до клубу «Консадолє Саппоро». Під керівництвом головного тренера Окада Такесі регулярно грав у основному складі команди. Того ж року став переможцем Джей-Ліги 2. У клубі за два сезони провів 57 матчів, забив 24 голи.
2001 року був на зборах у таборі основної збірної.
Від 2002 року Нападник клубу Віссел Кобе. Спочатку грав на правах оренди і був разом із Міурою Кадзуйосі одним із двох ключових гравців. 2003 року підписав з командою постійний контракт. У сезоні 2004 з 17 голами увійшов до трійки бомбардирів. Загалом за клуб провів 99 матчів і забив 30 голів.
2005 року команда Віссеру Кобе виступила невдало і вилетіла до Джей-Ліги 2.
Від 2006 року повернувся до клубу «Гамба Осака». Став 40-м гравцем, який забив у першій Джей-Лізі 50 м'ячів. Продовжив стабільно забивати і завдяки цьому вперше потрапив до складу національної збірної. Перший матч провів 4 жовтня 2006 року проти збірної Гани, а перший гол записав на свій рахунок 11 листопада того ж року у відбірковому матчі до Кубку Азії 2007 проти збірної Індії.
2008 року у складі клубу Гамба Осака став переможцем Ліги чемпіонів АФК 2008.
Після невдалого сезону, у січні 2010 року, Рюдзі перейшов до клубу «Сересо Осака», який тільки в тому сезоні вийшов до Джей-Ліги 1.
У 2013 році перейшов на правах оренди до клубу «Саган Тосу».
2014 року підписав постійний контракт з клубом Саґан Тосу.
У 2015 році перейшов до команди Омія Ардія.

### Міжнародна
У складі Молодіжної збірної Японії з футболу ставав срібним призером молодіжного Чемпіонату світу 1999 року, що проходив у Нігерії.
У головній збірній Японії дебютував 4 жовтня 2006 в товариському матчі проти збірної Гани, замінивши на 67 хвилині Ямаґаші Сатору.

## Досягнення

### Клубні
- Переможець  Ліги чемпіонів АФК: 1 (2008)
- Переможець Кубку Імператора: 2 (2008, 2009)
- Переможець Кубку Джей-ліги: 1 (2007)
- Переможець Суперкубку Японії: 1 (2007)
- Переможець Джей-Ліги 2: 1 (2000)

### Міжнародні
- Срібний призер Чемпіонату світу з футболу серед молодіжних команд: 1 (1999)

## Статистика виступів на клубному рівні
Останнє оновлення: 1 березня 2015
| Результат виступів | Результат виступів | Результат виступів | Ліга | Ліга | Кубок       | Кубок       | Кубок Ліги | Кубок Ліги | Континен. | Континен. | Загалом | Загалом |
| Сезон              | клуб               | Ліга               | Ігри | Голи | Ігри        | Голи        | Ігри       | Голи       | Ігри      | Голи      | Ігри    | Голи    |
| В Японії           | В Японії           | В Японії           | Ліга | Ліга | Куб. Імпер. | Куб. Імпер. | Кубок ліги | Кубок ліги | Азія      | Азія      | Загалом | Загалом |
| ------------------ | ------------------ | ------------------ | ---- | ---- | ----------- | ----------- | ---------- | ---------- | --------- | --------- | ------- | ------- |
| 1998               | Гамба Осака        | Джей- ліга 1       | 13   | 2    | 1           | 0           | 4          | 1          | -         | -         | 18      | 3       |
| 1999               | Гамба Осака        | Джей- ліга 1       | 21   | 1    | 2           | 0           | 2          | 0          | -         | -         | 25      | 1       |
| 2000               | Кон. Саппоро       | Джей- ліга 2       | 30   | 15   | 1           | 1           | 1          | 0          | -         | -         | 32      | 16      |
| 2001               | Кон. Саппоро       | Джей- ліга 1       | 27   | 9    | 1           | 0           | 1          | 0          | -         | -         | 29      | 9       |
| 2002               | Віссеру Кобе       | Джей- ліга 1       | 26   | 4    | 0           | 0           | 5          | 0          | -         | -         | 31      | 4       |
| 2003               | Віссеру Кобе       | Джей- ліга 1       | 27   | 7    | 3           | 1           | 6          | 0          | -         | -         | 36      | 8       |
| 2004               | Віссеру Кобе       | Джей- ліга 1       | 28   | 17   | 1           | 0           | 3          | 1          | -         | -         | 32      | 18      |
| 2005               | Віссеру Кобе       | Джей- ліга 1       | 18   | 2    | 0           | 0           | 6          | 0          | -         | -         | 24      | 2       |
| 2006               | Гамба Осака        | Джей- ліга 1       | 30   | 16   | 4           | 1           | 2          | 0          | 6         | 1         | 42      | 18      |
| 2007               | Гамба Осака        | Джей- ліга 1       | 31   | 9    | 4           | 2           | 10         | 2          | -         | -         | 45      | 13      |
| 2008               | Гамба Осака        | Джей- ліга 1       | 15   | 1    | 5           | 1           | 1          | 0          | 7         | 2         | 28      | 4       |
| 2009               | Гамба Осака        | Джей- ліга 1       | 21   | 2    | 2           | 1           | 2          | 0          | 4         | 0         | 29      | 3       |
| 2010               | Сересо Осака       | Джей- ліга 1       | 18   | 5    | 3           | 1           | 5          | 1          | -         | -         | 26      | 7       |
| 2011               | Сересо Осака       | Джей- ліга 1       | 21   | 10   | 1           | 2           | 1          | 0          | 3         | 1         | 23      | 13      |
| 2012               | Сересо Осака       | Джей- ліга 1       | 17   | 2    | 1           | 0           | 4          | 1          | -         | -         | 22      | 3       |
| 2013               | Сересо Осака       | Джей- ліга 1       | 0    | 0    | -           | -           | 2          | 0          | -         | -         | 2       | 0       |
| 2013               | Саґан Тосу         | Джей- ліга 1       | 6    | 0    | 1           | 1           | -          | -          | -         | -         | 7       | 1       |
| 2014               | Саґан Тосу         | Джей- ліга 1       | 5    | 0    | 0           | 0           | 4          | 2          | -         | -         | 9       | 2       |
| 2015               | Омія Ардідзя       | Джей- ліга 2       | 0    | 0    | 0           | 0           | -          | -          | -         | -         | 0       | 0       |
| Загалом за кар'єру | Загалом за кар'єру | Загалом за кар'єру | 354  | 102  | 30          | 10          | 59         | 8          | 20        | 4         | 456     | 124     |

## Статистика виступів у національній збірній
| Збірна Японії | Збірна Японії | Збірна Японії |
| Роки          | Ігри          | голи          |
| ------------- | ------------- | ------------- |
| 2006          | 2             | 2             |
| 2007          | 1             | 0             |
| 2008          | 4             | 0             |
| Усього        | 7             | 2             |